# 24街／傑斐遜與24街／華盛頓站
24街/傑斐遜與24街/華盛頓站（英語：24th Street/Jefferson and 24th Street/Washington stations），是一對位於美國亞利桑那州鳳凰城鳳凰城輕鐵的車站。

## 車站設計
因為市中心道路的設計，24街/華盛頓站只停靠前往19大道/蒙特貝羅站列車，而24街/傑斐遜站只停靠前往梧桐徑與正街站列車。兩站之間相距約400英尺（121.9）。

## 鄰近地標
- 馬里科帕醫療中心（英語：Maricopa Medical Center）
- 亞利桑那州立醫院（英語：Arizona State Hospital）
- 亞利桑那州交通部汽車分局
- 灰狗巴士總站

## 站內藝術
鳳凰城輕鐵的每一個車站內都會加入一些藝術元素。兩站的站內藝術是由藝術家Kevin Berry設計的。他的作品是兩幅鐵板壁畫，壁畫上劃上鳳凰城的發展史。

## 接駁交通
| 普通巴士 | 普通巴士 |
| -------- | -------- |
| 1號      | 70號     |

此外，車站以南約三哥街口是灰狗巴士在鳳凰城的一個總站。

## 外部連結
- METRO輕鐵路線圖[永久] （英文）